# Lea T
Lea T, nome artístico de Leandra Medeiros Cerezo (Belo Horizonte, 19 de fevereiro de 1981), é uma estilista e modelo brasileira que se tornou famosa na Europa como uma das estrelas de uma campanha da grife francesa Givenchy, em 2010, e por causa de um ensaio fotográfico nu para a edição de agosto de 2010 da revista francesa Vogue.

## Primeiros anos
Lea T nasceu em Belo Horizonte no dia 19 de fevereiro de 1981 fruto do primeiro casamento do ex-futebolista Toninho Cerezo com Rosa Medeiros. Aos treze anos, começou a perceber as diferenças e, mesmo nessa idade, já ouvia comentários de sua mãe sobre seu comportamento. Durante sua adolescência, estudou em uma escola na Itália, onde não encontrou muita tolerância.
A modelo tem os irmãos Gustavo, Lorena e Luana.

## Carreira
A incursão de Lea no mundo da moda ocorreu após ela conseguir um emprego como modelo através do amigo estilista Riccardo Tisci, época em que ela passou a morar, trabalhar e fazer faculdade de veterinária em Milão, na Itália.
Em janeiro de 2011, foi capa da revista britânica Love, na qual aparece beijando a modelo Kate Moss. No mesmo mês, ela veio ao Brasil para desfilar como convidada no São Paulo Fashion Week. O desembarque no aeroporto foi tumultuado e sob forte segurança. Em fevereiro, foi entrevistada por Oprah Winfrey no talk show estadunidense The Oprah Winfrey Show. Já em 18 de novembro, ela fez um ensaio para a revista Candy, onde aparece vestida de homem, usando terno.
Em janeiro de 2013, a grife italiana Benetton anunciou Lea T, entre outros, como modelo da campanha primavera/verão do mesmo ano, como símbolo contra o preconceito, e também nomeada embaixadora Global da Redken para 2015.
Em fevereiro de 2015, foi eleita pela revista americana Forbes uma das 12 mulheres que mudaram a moda italiana. A modelo integra lista ao lado de nomes como Miuccia Prada, Anna Dello Russo e Franca Sozzani.

## Vida pessoal
A modelo declarou em entrevista que planeja mudar o genital definitivamente, o que seu pai não apoiava. Numa entrevista em 2007, Cerezo, que é pai de quatro filhos, chegou a dizer que só tinha três, e noutra, quando contatado para comentar o fato cirurgia de transgenitalização, desligou o telefone. A modelo culpa ainda as raízes religiosas da família, que orava para que fosse, no máximo, gay. Lea se considera bissexual.
A percepção de que sua filha era diferente dos outros nunca passou despercebida a Cerezo. Lea conta que, nas esporádicas visitas que recebia de seu pai, ele lhe dizia que havia algo de "errado" com ela. Contudo, Lea nega sumariamente em entrevistas posteriores que seu pai tivesse lhe demonstrado qualquer forma de preconceito. A modelo chegou a declarar (quando pedido que comparasse o preconceito na Europa com o do Brasil) que em todos os lugares do mundo há preconceito com as pessoas trans; e afirmou: «Nós [transexuais] somos o lixo da sociedade!».
Em 15 de abril de 2011, em entrevista ao programa Juca Entrevista (do jornalista e cientista social, Juca Kfouri) na ESPN, Toninho Cerezo fala das mulheres maravilhosas de sua vida, e menciona sua filha Lea T, declarando seu respeito à coragem que ela teve de assumir seu verdadeiro gênero e seu amor e orgulho por ela.

## Reconhecimento
É uma das 100 Mulheres da lista da BBC de 2020.